# Бе-1 (гідроплан)
Бе-1 — радянський експериментальний гідроплан.

## Історія створення
Починаючи з 1963 р., на тему екраноплана в Центральному аерогідродинамічному інституті проводився цикл експериментальних робіт з вивчення компонування екранопланів катамаранного типу, що мають підводні крила. Для двочовневої схеми вибрали кілька варіантів підводних крил, виконаних за чотириточковою схемою.
У першому варіанті, який отримав позначення «А», підводні носові крила розміщувалися попереду центра мас, а кормові — за центром мас. Режим руху гідроекраноплана від кораблів на підводних крилах відрізняється тим, що на великій швидкості масу апарата врівноважує підіймальна сила, створювана крилом малого подовження.
Рух гідроекраноплана відбувається на повітряному крилі та носовому підводному крилі, в результаті чого кормове підводне крило «висить» у повітрі. У гідроканалі ЦАГІ такий режим руху повністю моделювати було неможливо, у зв'язку з чим випробування були розбиті на три етапи.
Не першому етапі в басейні інституту вироблялися буксировані випробування при швидкості руху до 12 метрів в секунду. Метою даного етапу був вибір оптимальної схеми підводних крил. Після цього у відкритому водоймищі випробовувалася великомасштабна буксирована модель на швидкостях до 20 метрів в секунду.
Завершальним етапом мало стати виробництво масштабної самохідної моделі екраноплана-авіаносця для дослідження прийнятої схеми підводних крил, а також мореплавства, стійкості та керованості.
Перші два етапи повинні були проводитися в Центральному аерогідродинамічному інституті. У ЦАГІ побудували дві моделі — Модель 6313 в масштабі 1:7 та Модель 6320 в масштабі 1:4. Компонування останньої використовували як базу для виготовлення пілотованої моделі. Її будівництво доручили ОКБ Берієва Г. М. Дана модель в ОКБ була названа «Гідролітаком», в офіційних документах їй був привласнений індекс Бе-1.
Гідролітак розробляла ініціативна група молодих конструкторів. Він виготовлявся майже цілком з деревини. Силова установка — чехословацький турбореактивний двигун М701С-250.

## Випробовування
Під час випробувань, що проходили в червні-жовтні 1965 року в акваторії Таганрозької затоки, льотчик-випробувач Купріянов Ю. М. на гідролітаку розвинув швидкість 160 км/г.
Всього здійснили 16 виходів у море. У водотоннажному режимі провели вісім пробіжок, на підводних крилах — сорок, на повітряному крилі з закрилками, відхиленими на 20-25° — сорок три. Кут установки передніх крил становив 4°, кормових — 0°. Задні крила перед другим виходом у море встановили під кутом 2°, однак це не виправдало себе, і вони були повернуті в початкове положення. Випробування проводили в штиль і на хвилі висотою 0,4 метра.
Випробувачі відзначали, що йдуть в міжкорпусний простір від поплавців сильні струмені води, створюють враження, що апарат з води виходить завдяки їм, а не підводним крилам.
Щоб зменшити просвіт між водною поверхнею та задньою крайкою крила, майже у два рази збільшили хорду закрилка центроплана. Це значно збільшило підіймальну силу створювану крилом.
Повітряне крило і підводні крила змогли створити підіймальну силу, яка становила всього 60 відсотків від загальної ваги гідрольоту, хоча, за розрахунками тяги, повинно було вистачати для виведення гідролітака Бе-1 на екранний політ, в якому підводні крила не залучаються.
В ОКБ Берієва Г. М. на підставі робіт по гідролітаку Бе-1 опрацьовували проєкт пасажирського гідроекраноплана Бе-11, розрахованого на 100 пасажирських місць. Були вивчені варіанти монтажу на Бе-11 двох двигунів АІ-20 або чотирьох турбореактивних двигунів НК-7 або чотирьох М337. Однак роботи далі попередніх розрахунків по проєкт не пішли.

## Льотно-технічні характеристики експериментального гідролітака Бе-1
- Розмах крила — 6,00 м;
- Довжина — 10,37 м;
- Тип двигуна — турбореактивний двигун Walter М701С-250;
- Тяга — 8,7 кН;
- Максимальна швидкість — 160 км / год;
- Екіпаж — 1 людина.